# Megaceryle
Megaceryle là một chi chim trong họ Alcedinidae.